# ロイヤルコーポレーション
株式会社ロイヤルコーポレーションは、広島県広島市安芸区に本社（本部は広島県福山市）を置く企業。広島県のほか、東京都、愛知県、大阪府に拠点を構え、自動車教習所、クレーン学校（都道府県労働局長登録教習機関）、海事教育機関など、海陸複数の免許資格学校を運営することから、総合ライセンス事業として展開している。
なお当社のほか、寺岡有機醸造株式会社、寺岡有機農場有限会社などとともに寺岡企業グループを形成する。

## 概要

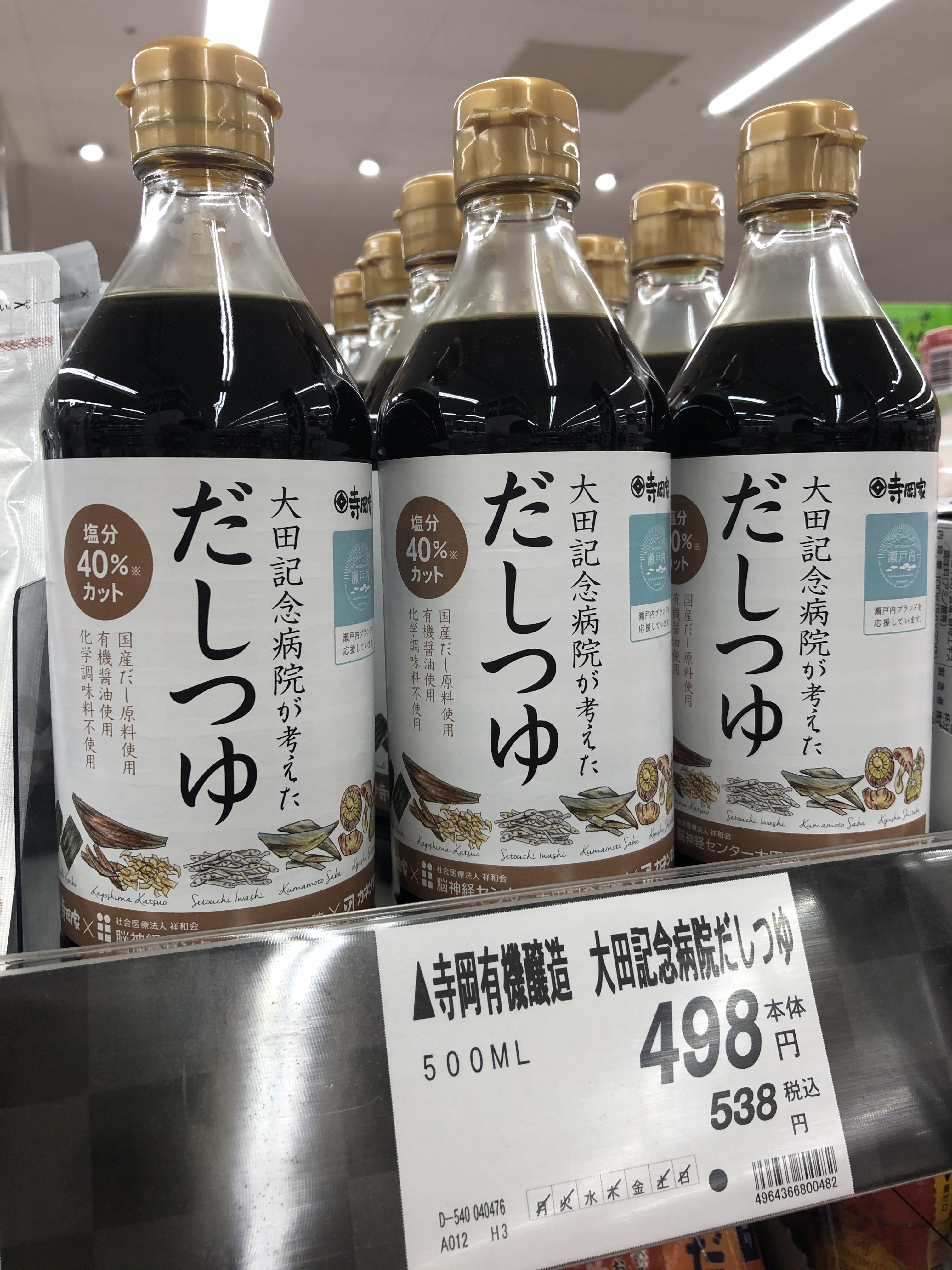
寺岡有機醸造の「大田記念病院が考えただしつゆ」

明治20年、広島県福山市神村町において醤油味噌醸造を目的とした寺岡醤油醸造場として創業したのが当グループの発祥である。その後、明治40年に塩田事業に進出し、戦後まで醤油と製塩業を展開していた。昭和30年前後より当時国の専売事業であった製塩業界において、戦後の生産効率の改善による塩の生産過剰が問題となりつつあった背景もあり、製塩業者の自主廃業を国が政策奨励したことを受け、昭和35年に塩田跡地で松永自動車学校として創設したものである。その後、クレーン操作やフォークリフト運転などの資格を取得するクレーン学校の開設や、小型船舶免許を取得するマリンライセンスロイヤルなどをもって全国的な展開をしている。

## 沿革
- 1887年 - 寺岡醤油醸造場（現寺岡有機醸造株式会社）創業
- 1907年 - 塩田事業 創業
- 1950年 - （寺岡醤油醸造場を法人化し、寺岡醤油株式会社設立）
- 1960年 - 国の第三次塩業整理政策に従い塩田事業廃業。塩田跡地に株式会社松永自動車学校（現ロイヤルドライビングスクール）創業
- 1964年 - 普通自動車公認取得
- 1965年 - 自動二輪公認取得
- 1966年 - 大型自動車公認取得
- 1967年 - 大型特殊自動車公認取得
- 1975年 - 広島クレーン学校開設
- 1975年 - 移動式クレーン教習指定取得
- 1976年 - クレーン教習指定取得
- 1979年 - 玉掛技能指定取得
- 1980年 - 松永自動車学校からロイヤルドライビングスクールに名称変更
- 1980年 - （寺岡醤油株式会社から株式会社ロイヤルマーゴに社名変更）
- 1982年 - （有限会社寺岡企業設立）
- 1984年 - 広島クレーン学校広島校開設
- 1984年 - 株式会社松永自動車学校から株式会社ロイヤルコーポレーションに社名変更
- 1985年 - 県下初の自動二輪専門学校 ロイヤルドライビングスクール広島校開設
- 1985年 - （マルゴ醤油株式会社より株式会社ロイヤルマーゴに社名変更）
- 1986年 - ショベルローダー、フォークリフト、車両系建設機械（掘削他）技能指定取得
- 1991年 - 床上操作式クレーン、小型移動式クレーン技能指定取得
- 1992年 - 車両系建設機械（解体用）、高所作業車技能指定取得
- 1994年 - （マルゴ有機農場有限会社設立（現寺岡有機農場有限会社））
- 1996年 - ロイヤルドライビングスクール広島校 普通車公認取得
- 1997年 - ロイヤルドライビングスクール広島校・福山校 大型自動二輪公認取得
- 1999年 - 職業訓練講座（荷役3コース）技能指定取得
- 2000年 - ロイヤルグループから寺岡企業グループに変更
- 2001年 - （マルゴ有機農場有限会社 日本農林規格（有機JAS）認定取得）
- 2001年 - （株式会社ロイヤルマーゴ 日本農林規格（有機JAS）認定取得）
- 2001年 - 職業訓練講座（建設機械7コース）技能指定取得
- 2002年 - （株式会社ロイヤルマーゴ 松永工場開設）
- 2003年 - ロイヤルドライビングスクール福山校 普通二種公認取得
- 2003年 - 男女雇用期間均等推進企業 広島労働局長優良賞受賞
- 2003年 - 広島クレーン学校広島校 拡張移転
- 2004年 - 株式会社ロイヤルコーポレーション本社を広島市安芸区へ移転
- 2005年 - （株式会社ロイヤルマーゴから寺岡有機醸造株式会社に社名変更）
- 2005年 - （マルゴ有機農場有限会社から寺岡有機農場有限会社に社名変更）
- 2008年 - ロイヤルドライビングスクール福山校 大型二種公認取得
- 2008年 - マリンライセンスロイヤル東京事務所開設、マリンライセンスロイヤル大阪事務所開設
- 2009年 - マリンライセンスロイヤル名古屋事務所開設
- 2012年 - マリンライセンスロイヤル広島事務所開設
- 2015年 - ロイヤルコーポレーション広島本社ビル新築
- 2018年 - ロイヤルドローンスクール広島開設
- 2019年 - ロイヤルパワーアップスクール兵庫開設

## 不祥事
- 2012年 - ロイヤルドライビングスクール所属の教習指導員がひき逃げ事故
- 2013年 - マリンライセンスロイヤルの教習において、未登録船艇を使用し教習し、海上保安庁に拿捕される
- 2017年 - ロイヤルドライビングスクール所属の営業員が、業務中に訪問した先で下着を盗み住居侵入罪・窃盗罪で逮捕される

## 事業部門

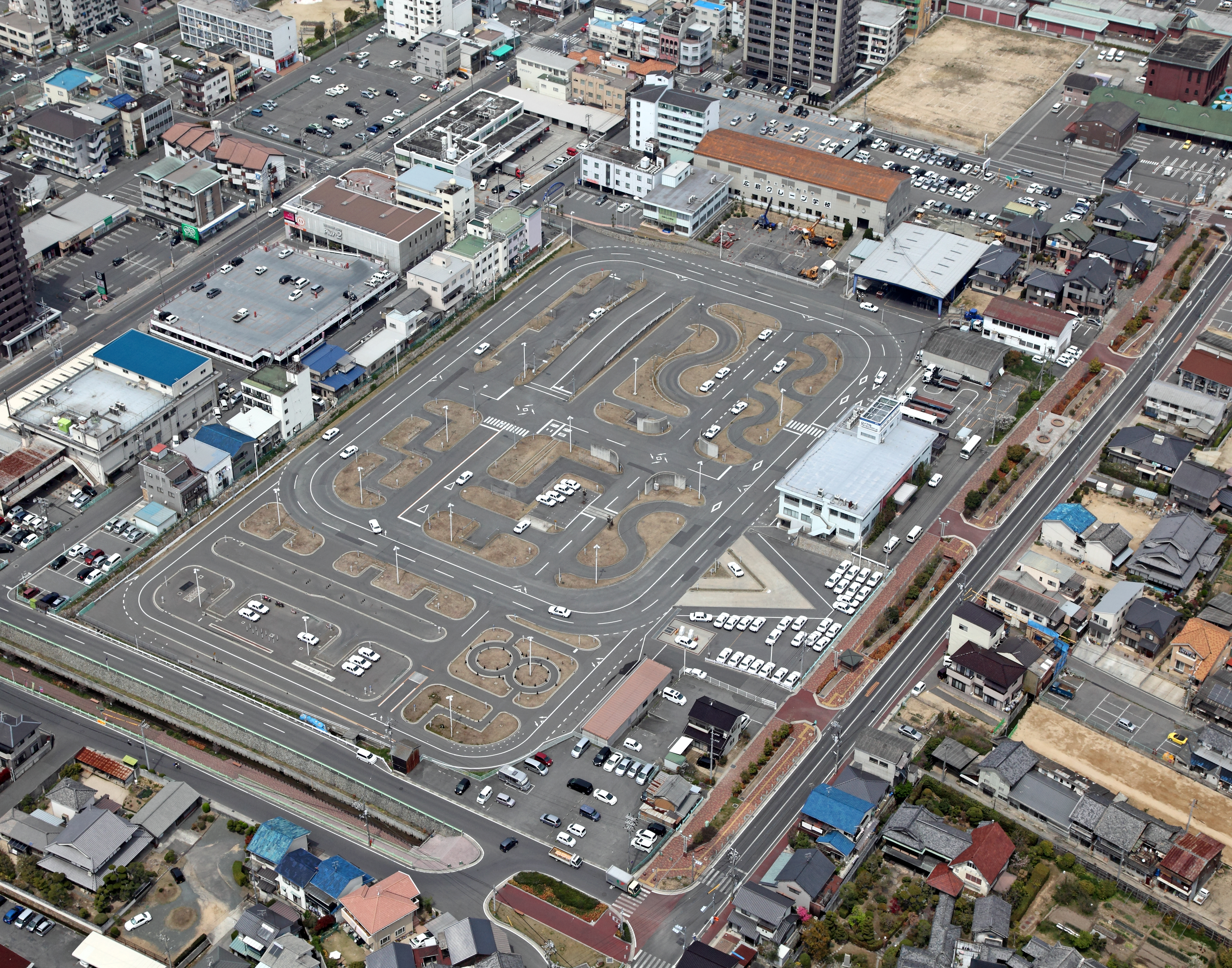
株式会社ロイヤルコーポレーション福山事業所全景

- ロイヤルドライビングスクール
- ロイヤルドライビングスクール広島校
- 広島クレーン学校福山校
- 広島クレーン学校広島校
- マリンライセンスロイヤル東京事務所
- マリンライセンスロイヤル名古屋事務所
- マリンライセンスロイヤル大阪事務所
- マリンライセンスロイヤル広島事務所
- ロイヤルドローンスクール広島

## ロイヤルパワーアップスクール
ロイヤルパワーアップスクールとはロイヤルコーポレーションが運営する都道府県労働局長登録教習機関のグループである。旧名称は広島クレーン学校
1975年に広島県下唯一のクレーン学校として広島クレーン学校（現ロイヤルパワーアップスクール（福山校））設立。1984年に広島クレーン学校広島校開設。
クレーン関連を始め、建設機械や高所作業車などの免許取得・技能講習受講ができる。なお、「クレーン・デリック運転士免許」（床上運転式限定を含む）を取得できるのは、2015年11月現在広島県内においては当校のみ、中四国内においても当校を含めて3校のみである。
雨天や降雪、強い日差しなどの厳しい天候によってクレーンやフォークリフトの操作に悪影響が及ぼされるのを排除するため、全天候型の教習場を備えている（福山校のみ）。

### 教習内容
- クレーン・デリック運転士免許
- 移動式クレーン運転士免許
- 床上操作式クレーン運転技能講習
- 小型移動式クレーン運転技能講習
- 玉掛技能講習
- フォークリフト運転技能講習
- 車両系建設機械運転技能講習（整地等・解体用）
- ショベルローダー等運転技能講習
- 高所作業車運転技能講習
- ガス溶接技能講習
- クレーン運転特別教育
- アーク溶接特別教育
- 小型車両系建設機械運転特別教育

等

## ロイヤルドライビングスクール
ロイヤルドライビングスクールとはロイヤルコーポレーションが運営する自動車教習所のグループである。
1960年に株式会社松永自動車学校が創業し、1980年に現名称に変更。

### 教習所
- ロイヤルドライビングスクール（広島校）(広島市安芸区)
- ロイヤルドライビングスクール（福山校）(福山市)

### 教習内容
- 普通自動車免許（AT/MT）（広島・福山）
- 準中型自動車免許（広島・福山）
- 中型自動車免許（福山）
- 大型自動車免許（福山）
- 大型特殊自動車免許（広島・福山）
- 牽引自動車免許（福山）
- 普通自動二輪免許（広島・福山）
- 大型自動二輪免許（広島・福山）
- 二種普通自動車免許（福山）
- 二種中型自動車免許（福山）
- 二種大型自動車免許（福山）
- 原付講習
- 高齢者講習
- ペーパードライバー講習
- 安全企業講習等

## マリンライセンスロイヤル
マリンライセンスロイヤルとはロイヤルコーポレーションが運営する小型船舶教習所のグループである。
2008年に東京事務所・大阪事務所が開設し、2009年に名古屋事務所が開設する。

### 教習所
- 全国統括事務所（神奈川県横浜市中区相生町6-104-2-2Ｆ）
- マリンライセンスロイヤル東京事務所（東京都中央区勝どき3丁目15-3）
- マリンライセンスロイヤル横浜事務所（神奈川県横浜市中区相生町6-104-2）
- マリンライセンスロイヤル名古屋事務所（愛知県名古屋市中村区名駅5-21-8）
- マリンライセンスロイヤル大阪事務所（大阪府大阪市此花区梅町2-1-2）
- マリンライセンスロイヤル広島事務所（広島県広島市安芸区船越南4-8-30）
- マリンライセンスロイヤル福岡事務所（福岡県福岡市西区小戸2丁目11-1）

## 関連企業
- 寺岡有機醸造
- 寺岡有機農場
- 寺岡企業